# استان لوس آندس، شیلی
استان لوس آندس (به [Provincia de Los Andes] Error: {{Lang-xx}}: متن دارای نشانه‌گذاری ایتالیک است (راهنما)) یکی از هشت استان منطقه والپارایزو شیلی است. مرکز استان شهر لوس آندس است.